# Ліанозовський електромеханічний завод
АТ «НВО «Ліанозовський електромеханічний завод»» (НВО «ЛЕМЗ») — головне підприємство російського науково-виробничого центру «Утьос-Радари». Розташоване у Москві.

## Історія
Завод заснований у 1935 році і спочатку займався ремонтом та виготовленням пасажирських вагонів. У 1951 році він був перепрофільований під виробництво складної радіоелектронної апаратури і вже наступного року освоїв випуск радіоліній та радіолокаційних станцій.
У 2002 році ЛЕМЗ увійшов до складу Концерну ППО «Алмаз-Антей».
У червні 2018 року на зборах акціонерів ПАТ НВО «Алмаз» було ухвалено рішення про приєднання АТ «НВО Ліанозовський електромеханічний завод» та подальшої реорганізації НВО «Алмаз».

## Керівники
- 1948-1955: Шабров Володимир Георгійович (1913-1995)
- 1955-1957: Пригарін Іван
- 1957-1962: Федоров Микола А.
- 1962-1965: Корнєєв Іван Д.
- 1965-1976: Кузнєцов, Костянтин Іванович
- 1976-1988: Агафонов Костянтин Васильович
- 199...-2005: Клочков Валерій Павлович
- 2005-2016: Бендерський Геннадій Петрович

## Діяльність
Завод розташований на півночі Москви поряд із колишнім селищем Ліанозово (звідки і пішла його назва).
ЛЕМЗ брав участь у національних програмах, наприклад, в оснащенні радіолокаційними засобами автоматизованих систем управління повітряним рухом «Стріла» в Росії (Ростовська зона), в Україні (Київська зона) та в Білорусії (Мінська зона), у створенні посадкового комплексу радянського космічного корабля багаторазового використання «Буран», в створені низьковисотного виявляча для зенітно-ракетного комплексу С-300ПМУ. Основним розробником продукції, що випускається заводом, є ОКБ при НВО «ЛЕМЗ» (колишнє конструкторське бюро «Ліра»).
Основними видами продукції заводу є: РЛС ППО різних модифікацій (у тому числі 96Л6 ), трасові та аеродромні РЛС для управління повітряним рухом («Утьос-Т», «Ліра-Т»), системи трансляції та оброблення радіолокаційних даних, обладнання для командних пунктів та центрів управління повітряним рухом.
Інший напрямок виробництва - товари народного споживання. Спочатку це були популярні трипрограмні радіоприймачі «Аврора», «Маяк» та «Тріо». На початку 1980-х років підприємство освоїло випуск перших радянських клонів Apple II - персональних комп'ютерів « Агат», розроблених у НДІ Обчислювальних Комплексів (НДІОК), а також побутових комп'ютерів «Мікроша».

## ОКБ
КБ «Ліра» («Ліанозівські радари») - конструкторське бюро, засноване в 1951 році. Займається розробкою радіолокаційних комплексів та систем управління різного призначення.
Ліанозовський електромеханічний завод та КБ «Ліра» до кінця 2007 року юридично були різними організаціями. Наприкінці 2007 року ЛЕМЗ та КБ «Ліра» були об'єднані у НВО «ЛЕМЗ».
ОКБ при НВО «ЛЕМЗ» (раніше відоме як КБ «Ліра») є основним розробником продукції, що випускається заводом.
ТОВ «ЛЕМЗ-Т» є дочірнім підприємством НВО «ЛЕМЗ» у Томську, будучи резидентом особливої економічної зони техніко-впроваджувального типу «Томськ».

## Санкції
23 грудня 2016 року підприємство внесено до списку санкцій США щодо України.